# アンドレアス・ポウルセン
アンドレアス・ポウルセン（Andreas Poulsen, 1999年10月13日 - ）はデンマーク・中央ユラン地域イカスト出身のサッカー選手。FCインゴルシュタット04所属。ポジションはDF（左サイドバック）。

## 経歴
2018年夏、ボルシア・メンヒェングラートバッハに移籍した。同年8月19日のDFBポカール・BSCハシュテット戦で、58分にオスカル・ヴェントとの交代で加入後初出場。以降はリザーブチームでプレーする。
2020年1月3日、FKアウストリア・ウィーンへシーズン終了まで期限付き移籍。翌年2月8日、再び同クラブへ半年間のローンとなることが発表された。

## タイトル
ミッティラン
- デンマーク・スーペルリーガ : 2017-18